# Proselena
Proselena là một chi bướm đêm thuộc phân họ Tortricinae của họ Tortricidae.

## Các loài
- Proselena annosana Meyrick, 1881
- Proselena tenella (Meyrick, 1910)
- Proselena thamnas (Meyrick, 1910)